# 王迺始
王迺始（前2世纪—前70年），西汉涿郡廣望（今河北省清苑县西南）人，汉宣帝的外祖父。
王迺始娶蠡吾平鄉（今河北省博野县）人王妄人（王媼），生下儿子王無故、王武，女儿王翁須。王翁須八九歲時，寄居在廣望節侯的儿子劉仲卿家中，劉仲卿对王迺始说：「把翁須给我，自帮你把她养大。」王媼為王翁須作春夏的衣服，送到刘仲卿家。刘仲卿教王翁須歌舞，几次回家來取冬夏之衣。住了四五年，王翁須來言说邯鄲（今河北省邯郸市）賈長兒要善于歌舞的人，刘仲卿想要把我给他。」王媼于是和王翁須逃走，到达平鄉。刘仲卿带着王迺始一起找王媼，王媼害怕，带着王翁須回家，说：「我女兒住你家，没有得到一个錢，为什么想把她给别人？」刘仲卿骗她说：「不是这样的。几天後，王翁須乘着贾長兒的車馬经過家門，大声喊道：「我果然被送走了，要到柳宿了。」王媼與王迺始去柳宿，見到王翁須相對涕泣，对她说：「我要為你告状。」王翁須说：「母亲算了吧，哪家不可以居住呢？告状也没用。」王媼與王迺始回去筹钱，又跟到中山盧奴（今河北省定州市），見王翁須與歌舞女子五人住在同處，王媼與王翁須一起住下。第二日，王迺始留在那里看护王翁須，王媼回去拿錢，想要跟到邯鄲。王媼回去，还没有准备好钱物，王迺始回来说：「翁須已走了，我没錢无法跟隨。」从此断绝联系，再也没有消息。王翁須进入了太子刘据宫中，与皇孙刘进生下皇曾孙刘病已。刘据、刘进、王翁須在巫蛊之乱中被杀，刘病已就是后来的汉宣帝。
王迺始在本始四年（前70年）病死。地節三年（前67年），汉宣帝找到了外祖母王媼，王媼的儿子王無故，王無故的弟弟王武都跟隨使者赶赴皇宫。下詔御史賜外祖母號為博平君，封舅王無故為平昌侯，王武為樂昌侯。家族富貴，追賜諡号思成侯。宣帝詔命涿郡建立冢室，设置園邑四百家，長丞按法律奉守。一年多后，博平君去世，諡号思成夫人。宣帝詔与思成侯合葬奉明顧成廟之南，设置園邑長丞，撤销涿郡思成園。王氏二人为侯，王無故子王接為大司馬車騎將軍，王武子王商官至丞相。